# 106-я танковая бригада
 106-я танковая бригада  — танковая бригада Красной армии в годы Великой Отечественной войны.
Сокращённое наименование — 106 тбр.

## Формирование и организация
106-я танковая бригада формировалась в Свердловске (Уральский ВО) в период с 15 марта по 18 июля 1942 г. Приказом НКО № 0510 от 23.06.1942 г. бригада планировалась как учебная танковая бригада Челябинского УАБТЦ, но события на фронте потребовали её отправки в действующую армию. С конца июля 1942 г. передислоцировалась в Костерево (МВО), где вошла в состав 12-го тк 3-й ТА.
11 августа 1942 г. бригада в составе 12-го тк 3-й ТА подчинена Западному фронту (Козельская операция). 20 сентября 1942 г. бригада в составе 12-го тк 3-й ТА выведена в резерв ставки ВГК в район Калуги и Тулы.
2 января 1943 г. бригада в составе 12-го тк 3-й ТА подчинена Воронежскому фронту (Россошанско-Харьковская операция).
13 марта 1943 г. бригада в составе 12-го тк 3-й ТА выведена в резерв Ставки ВГК и 24 апреля 1943 г. прибыла в район Кабылинка Тульской обл., где поступила в резерв Ставки ВГК на доукомплектование.
16 июля 1943 г. бригада в составе 12-го тк 3-й ТА вошла в состав Брянского фронта (Орловская операция).
Приказом НКО № 404 от 26.07.1943 г. преобразована в 53-ю гвардейскую  танковую бригаду.

## Боевой и численный состав
Бригада сформирована по штатам №№ 010/345-010/352 от 15.02.1942 г.:
- Управление бригады [штат № 010/345]
- 305-й отдельный  танковый батальон [штат № 010/346]
- 306-й отдельный танковый батальон [штат № 010/346]
- 3-й отдельный  танковый батальон, с июля 1942 г.
- Мотострелково-пулеметный батальон [штат № 010/347]
- Противотанковая батарея [штат № 010/348]
- Зенитная батарея [штат № 010/349]
- Рота управления [штат № 010/350]
- Рота технического обеспечения [штат № 010/351]
- Медико-санитарный взвод [штат № 010/352]

## Подчинение
Периоды вхождения в состав Действующей армии:
- с 22.08.1942 по 18.09.1942 года.
- с 01.01.1943 по 04.04.1943 года.
- с 14.07.1943 по 26.07.1943 года.

| Дата            | Фронт (округ)            | Армия                          | Корпус               | Дивизия | Бригада | Примечания |
| --------------- | ------------------------ | ------------------------------ | -------------------- | ------- | ------- | ---------- |
| 01.03.1942 года | Уральский военный округ  |                                |                      |         |         |            |
| 01.04.1942 года | Уральский военный округ  |                                |                      |         |         |            |
| 01.05.1942 года | Уральский военный округ  |                                |                      |         |         |            |
| 01.06.1942 года | Уральский военный округ  |                                |                      |         |         |            |
| 01.07.1942 года | Уральский военный округ  |                                |                      |         |         |            |
| 01.08.1942 года | Московский военный округ |                                |                      |         |         |            |
| 01.09.1942 года | Западный фронт           | 3-я танковая армия             | 12-й танковый корпус |         |         |            |
| 01.10.1942 года | РВГК                     | 3-я танковая армия             | 12-й танковый корпус |         |         |            |
| 01.11.1942 года | РВГК                     | 3-я танковая армия             | 12-й танковый корпус |         |         |            |
| 01.12.1942 года | РВГК                     | 3-я танковая армия             | 12-й танковый корпус |         |         |            |
| 01.01.1943 года | Воронежский фронт        | 3-я танковая армия             | 12-й танковый корпус |         |         |            |
| 01.02.1943 года | Воронежский фронт        | 3-я танковая армия             | 12-й танковый корпус |         |         |            |
| 01.03.1943 года | Юго-западный фронт       | 3-я танковая армия             | 12-й танковый корпус |         |         |            |
| 01.04.1943 года | РВГК                     |                                | 12-й танковый корпус |         |         |            |
| 01.05.1943 года | Московский военный округ |                                | 12-й танковый корпус |         |         |            |
| 01.06.1943 года | РВГК                     | 3-я гвардейская танковая армия | 12-й танковый корпус |         |         |            |
| 01.07.1943 года | РВГК                     | 3-я гвардейская танковая армия | 12-й танковый корпус |         |         |            |

## Командиры

### Командиры бригады
- Коробицын Игнат(ий) Андреевич, майор, ид, 05.06.1942 - 03.07.1942 года.
- Юрченко Пётр Фомич, подполковник (убыл на учебу), 28.07.1942 - 15.09.1942 года.[1]
- Гринин Иван Фёдорович, полковник, 25.07.1942 - 18.09.1942 года.
- Алексеев Иван Епифанович, полковник (15.01.1943 погиб в бою), ид, 18.09.1942 - 15.01.1943 года.[2]
- Дагилис Иван Матвеевич, полковник,  врио. 15.01.1943 - 17.02.1943 года.
- Красных Иван Иванович, полковник (24.03.1943 погиб в бою), 17.02.1943 - 24.03.1943 года.
- Кузнецов Григорий Гаврилович, полковник, 16.05.1943 - 26.07.1943 года.[3]
- Бзырин Василий Алексеевич, подполковник, 03.08.1943 - 15.08.1943 года.[4]

### Начальники штаба бригады
- Ягодкин Виктор Матвеевич, майор (00.01.1943 погиб в бою), 04.08.1942 - 00.01.1943 года.[5]
- Поликарпов Пётр Фролович, майор (15.01.1943 утонул в танке)
- Ташкин Сергей Васильевич, майор, 27.02.1943 - 20.07.1943 года.[6]
- Дрюк Михаил Дмитриевич, майор, 01.07.1943 - 31.08.1943 года.[7]
- Кирилкин Семён Исаевич, полковник, 20.07.1943 - 26.07.1943 года.

### Заместитель командира бригады по строевой части
- Коробицын Игнат(ий) Андреевич, майор, 00.04.1942 - 03.07.1942 года.

### Начальник политотдела, заместитель командира по политической части
- Хачев Константин Васильевич, старший батальонный комиссар, 05.03.1942 - 30.04.1942 года.
- Зеленов Михаил Леонтьевич, старший батальонный комиссар, с 08.12.1942 подполковник, 30.04.1942 - 15.03.1943 года.
- Кочнев Николай Герасимович, капитан, 22.05.1943 - 16.06.1943 года.
- Варлаков Иван Алексеевич, подполковникик, 16.06.1943 - 26.07.1943 года.

## Боевой путь

### 1943
В январе 1943 года в составе 12 танкового корпуса участвовала в Острогожско-Россошанской наступательной операции, в ходе которой было нанесено поражение частям 3-го венгерского корпуса, 4-й итальянской альпийской дивизии и освобождён Россошь. Прорвав оборону гитлеровцев, за ночь пройдя 70 километров по тылам противника, 15 января 1943 года танкисты бригады ворвались на окраину города Россошь. Нанеся неожиданный удар по противнику, советские танкисты боем прошли свыше 12 километров через город и пристанционный посёлок, а несколько экипажей, сумев прорваться к аэродрому Евстратовский, обстреляли вражеские самолёты на взлётной полосе. В боях за город смертью храбрых пал командир 106-й танковой бригады полковник И. Е. Алексеев, удостоенный посмертно звания Героя Советского Союза, а также многие отважные танкисты, среди них - начальник штаба 106-й танковой бригады майор П.Ф. Поликарпов, командир 306-го танкового батальона Д.А. Сачко, комиссар 305-го танкового батальона капитан К.М. Малашенков. Дезорганизовав управление вражескими войсками и заставив штаб итальянского альпийского корпуса бежать из Россоши, отважные танкисты понесли большие потери. Из шестнадцати танков авангарда соединения было подбито и сожжено одиннадцать, а четыре утонули при переправе через реки Чёрная Калитва и Россошь.
В феврале 1943 года бригада в составе 12 танкового корпуса участвовала в наступлении на харьковском направлении, в ходе которого во взаимодействии с 62-й гвардейской стрелковой дивизией освободил г. Чугуев  и совместно с частью сил 48-й гвардейской стрелковой дивизии г. Мерефа.

## Отличившиеся воины
| Награда | Ф. И.О                      | Звание                                                               | Должность       | Дата награждения | Примечания |
| ------- | --------------------------- | -------------------------------------------------------------------- | --------------- | ---------------- | ---------- |
|         | Алексеев, Иван Епифанович   | командир 106 танковой бригады                                        | полковник       | 04.02.1943 г.    | Посмертно. |
|         | Брацюк, Николай Захарович   | командир танкового батальона 106 танковой бригады                    | майор           | 15.01.1944 г.    | Посмертно. |
|         | Елисеев, Михаил Григорьевич | командир орудия противотанковой батареи 106 танковой бригады         | младший сержант | 19.06.1943 г.    | Посмертно. |
|         | Моченков, Леонид Иванович   | командир мотострелкового батальона 106 танковой бригады              | капитан         | 15.01.1944 г.    |            |
|         | Самохин, Пётр Филатович     | заместитель командира мотострелкового батальона 106 танковой бригады | капитан         | 15.01.1944 г.    | Посмертно. |
|         | Фоломеев, Дмитрий Сергеевич | командир взвода 306 танкового батальона 106 танковой бригады         | лейтенант       | 21.04.1943 г.    |            |